# Hauptstaatsarchiv Düsseldorf (Gebäude)
Das Gebäude des Hauptstaatsarchivs Düsseldorf  wurde bis 1901 als Sitz eines preußischen Staatsarchivs in der Rheinprovinz erbaut und war bis 1974/1975 Sitz des Hauptstaatsarchivs Düsseldorf, eines Vorläufers des heutigen Landesarchivs Nordrhein-Westfalen.

## Geschichte
Die Geschichte des Hauptstaatsarchivs reicht bis in das Jahre 1832 zurück (Königliches Provinzialarchiv). Als ein 1875 erbautes Archivgebäude nicht mehr ausreichte, wurde 1901 ein neu erbautes Gebäude bezogen (Königliches Staatsarchiv Düsseldorf). Das am 21. März 1986 unter Denkmalschutz gestellte Gebäude befindet sich an der Prinz-Georg-Straße 78, Ecke Stockkampstraße 35 im Düsseldorfer Stadtteil Pempelfort und wurde von 1899 bis 1901 nach Entwürfen von Baurat Bongard und Regierungsbaumeister Kochs erbaut. Der Düsseldorfer Architekten- und Ingenieur-Verein beschrieb den aus einem hohen Hinter- und niedrigen Vorderbau bestehenden Gebäudekomplex wie folgt:

„Das Äussere der Anlage bringt die Bestimmung der einzelnen Bauteile in charakteristischer Weise zum Ausdruck. Mächtige Treppengiebel krönen die Schmalseiten des in geschlossener Masse sich erhebenden Magazins. Die Fenster sind gruppenweise zusammengefasst. Das hohe Dach wird durch Erker in angemessener Weise belebt. Das Verwaltungsgebäude ist in etwas reicheren Architekturformen durchgeführt. Die schwach vortretenden Risalite sind durch Giebel ausgezeichnet, der Benutzersaal ist durch grosse, in eigenartigen Formen gehaltene Fenster, der Haupteingang durch eine Portalumrahmung hervorgehoben.“

Jörg Heimeshoff beschrieb den Gebäudekomplex ebenfalls:

„Das Vorderhaus, in dem sich der Lesesaal befindet, wird durch einen Mitteleingang erschlossen. Das Haus ist zweigeschossig ausgeführt und hat Satteldächer, im mitteren Teil traufenständig, rechts und links über Risaliten giebelständig. Natursteingliederungselemente wie Fenstereinfassungen, Gesimse, Laibungen schmücken den Backsteinbaukörper. Die innere Erschließung ist parallel zur rückwärtigen Fassade ausgerichtet […] Aufgrund der architektonischen Qualität und der historischen Bedeutung wurden beiden Bauten in die Denkmalliste eingetragen.“

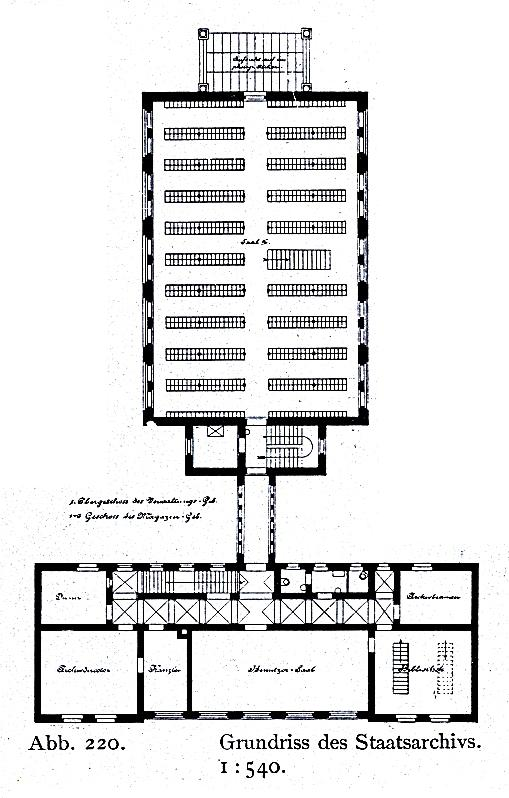
Grundriss
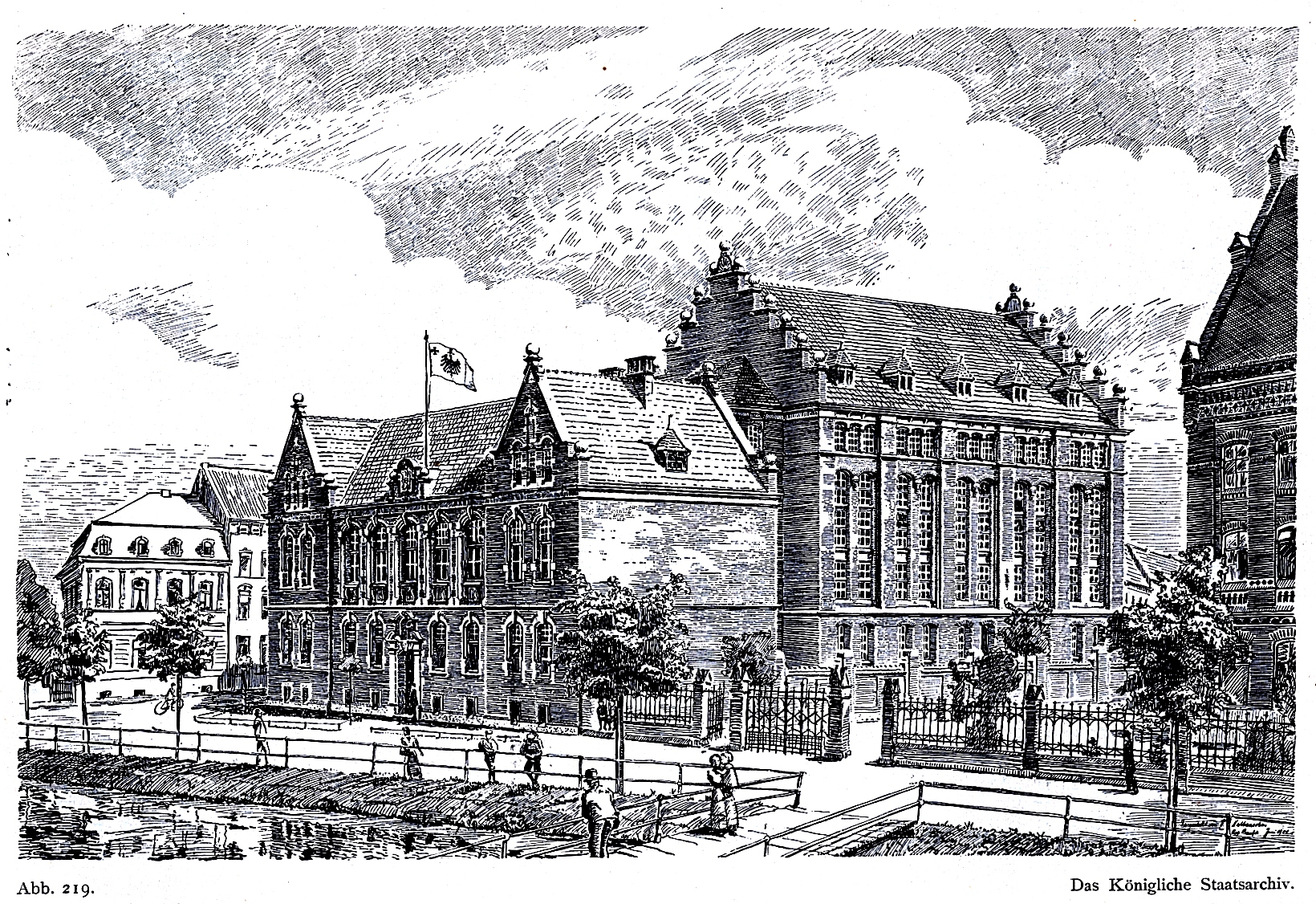
Historische Ansicht
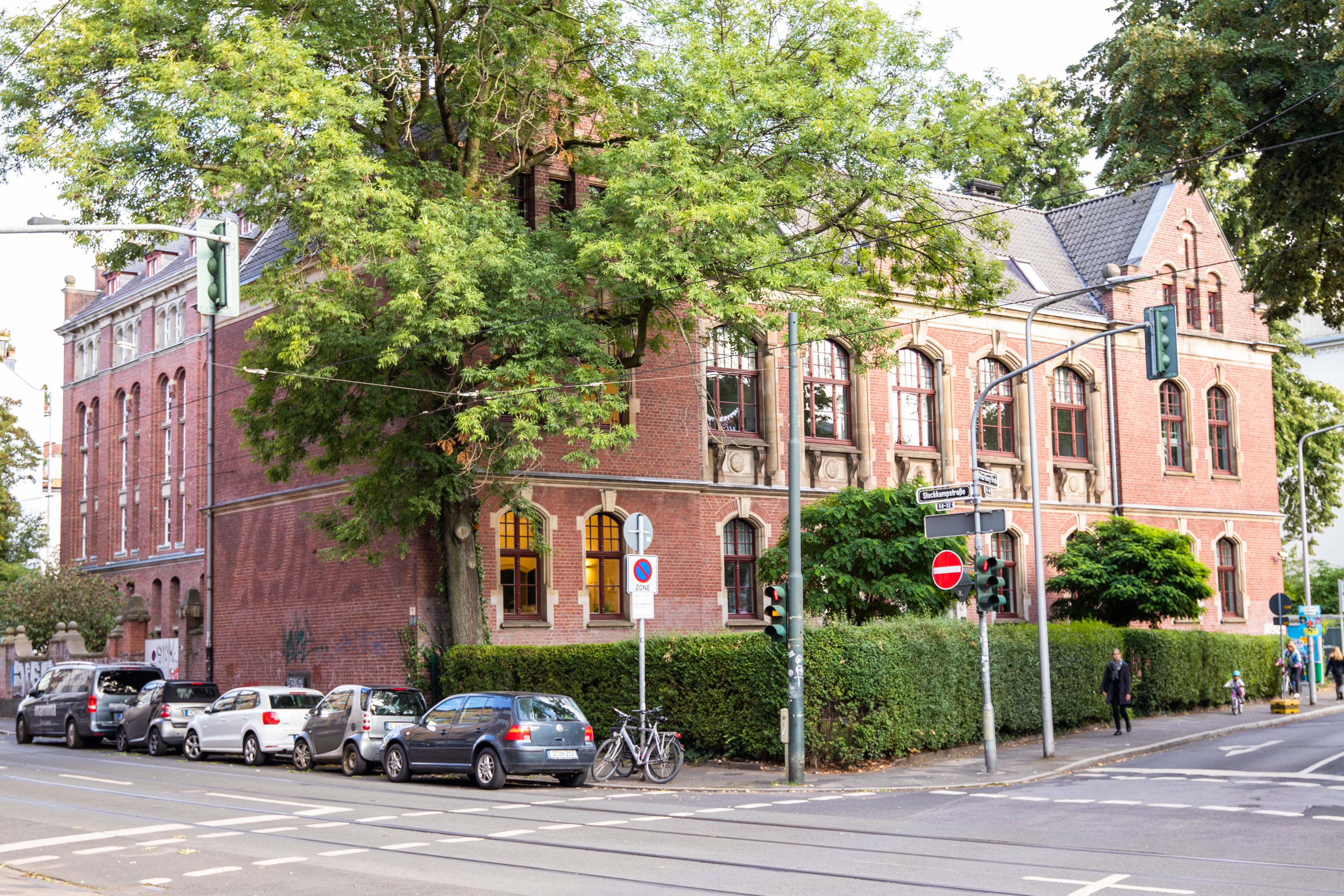
Ehemaliges Hauptstaatsarchiv (2019)

In den 1930er Jahren waren die Räumlichkeiten des Archivgebäudes erschöpft; ein geplanter Neubau wurde durch Ausbruch des Zweiten Weltkrieges nicht mehr umgesetzt. In der Nachkriegszeit wurde eine Zweigstelle des Archivs im Schloss Kalkum eingerichtet, wo Akten der preußischen bzw. nordrhein-westfälischen Mittel- und Unterbehörden und die Überlieferung der Gerichte eingelagert wurden.
Das seit 1952 für die Ministerien und Oberbehörden des 1946 gegründeten Landes Nordrhein-Westfalen zuständige Archiv wurde seitdem Landeshauptarchiv genannt. Seit 1961 nannte sich das Gebäude Hauptstaatsarchiv. 1974/1975 erfolgte der Umzug in einen Neubau an der Mauerstraße in Stadtteil Golzheim. 2014 wurde das Archiv Teil des Landesarchivs Nordrhein-Westfalen Abteilung Rheinland in Duisburg.